# 千禧塔 (阿姆斯特丹)

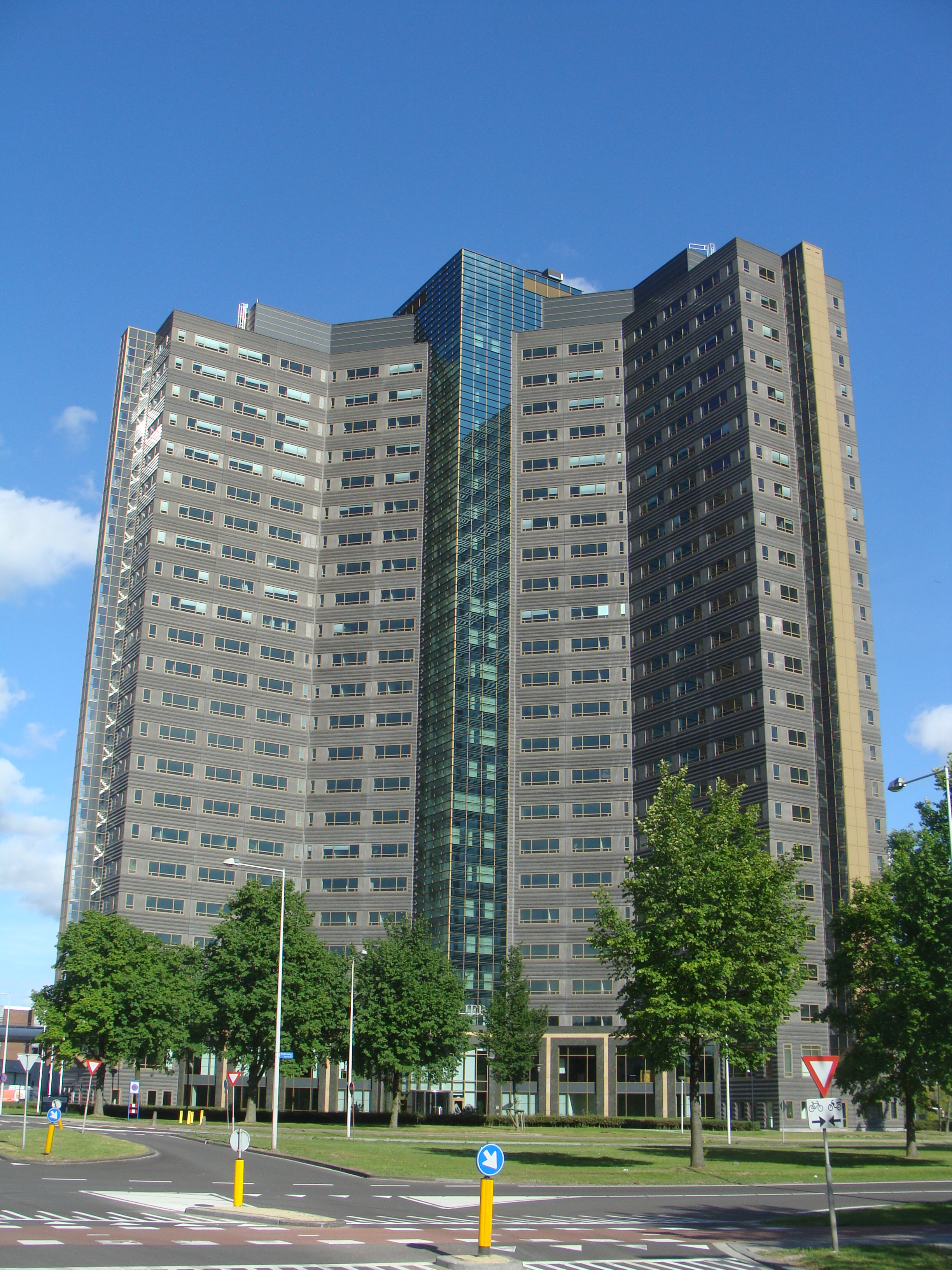

千禧塔（Millennium Tower）是荷蘭首都阿姆斯特丹的一座建築。這座建築高97.5（320英尺），共有24層，修建於2002年至2004年。

## 外部連結
- Millennium Tower at Skyscraper City

52°23′36″N 4°50′14″E / 52.393333°N 4.837222°E